# Джордж Маккласкі
Джордж Маккласкі (англ. George McCluskey, нар. 19 вересня 1957, Гамільтон) — шотландський футболіст, що грав на позиції нападника. Виступав, зокрема, за клуби «Селтік», «Лідс Юнайтед», «Гіберніан» та інші.

## Ігрова кар'єра
Джордж Маккласкі дебютував у дорослому футболі 1975 року виступами за команду клубу «Селтік», в якій провів вісім сезонів, взявши участь у 145 матчах чемпіонату.  У складі «Селтіка» був одним з головних бомбардирів команди, маючи середню результативність на рівні 0,37 голу за гру першості. Джордж став найкращим бомбардиром Прем'єр дивізіону Шотландії в сезоні 1981–82, забивши 21 гол.
Згодом з 1983 по 1994 рік грав у складі команд клубів «Лідс Юнайтед», «Гіберніан», «Гамільтон Академікал» та «Кілмарнок».
Завершив професійну ігрову кар'єру у клубі «Клайд», за команду якого виступав протягом 1994–1996 років.

## Титули та досягнення
- Чемпіонат Шотландії
  - Чемпіон (4): 1976–77, 1978–79, 1980–81, 1981–82
- Кубок Шотландії
  - Володар (2): 1976–77, 1979–80